# Voloder (Chorwacja)
Voloder – wieś w Chorwacji, w żupanii sisacko-moslawińskiej, w gminie Popovača. W 2011 roku liczyła 1871 mieszkańców.